# Florida (Porto Rico)
Pour les articles homonymes, voir Florida.
La municipalité de Florida, sur l'ile de Porto Rico (Code International : PR.FL) couvre une superficie de 26 km² et regroupe 11 692 habitants en 2020.

## Histoire
Le territoire de Florida faisait originellement partie de Manatí.
- 2 juillet 1881 : Barceloneta est détachée de Manatí. Le barrio de Florida Adentro est fondé peu de temps après, cette même année.
- 14 avril 1949 : première tentative pour ériger Florida Adentro en une municipalité indépendante.
- 1960 : une loi lance les études sur la viabilité de Florida en tant que municipalité indépendante. Les résultats de l'étude seront négatifs.
- 14 juin 1971 : une grande partie du barrio de Florida Adentro est détachée de Barceloneta pour former la nouvelle municipalité de Florida.
- 1997 : plusieurs barrios sont annexés à Florida. Pajonal, Puerto Nuevo, Riachuelo, San Agustín et Tosa qui appartenaient à Barceloneta, Sector Villamil qui appartenait à Manatí et Sector El Hoyo qui appartenait à Arecibo.

Florida est surnommée La Tierra del Río Encantado, El Pueblo de la Piña Cayenalisa et La Tierra de los Mogotes.

## Géographie
Florida est située au nord de l'île. Les municipalités voisines sont Barceloneta au nord, Arecibo à l'ouest, Ciales au sud et Manatí à l'est.
La municipalité est divisée en deux barrios (districts) : Florida Pueblo et Florida Adentro.

Florida, dominée par le cerro Selgas, est située sur le karst du nord de l'île ; on y trouve plusieurs grottes et cavernes dont la cueva encantada, la cueva Miró et la cueva Juana Gómez.

## Économie
La culture de l'ananas est la principale activité agricole de Florida.
L'industrie plastique est également présente.

## Tourisme
Florida est célèbre pour sa grotte, la cueva encantada.